# Cyclische epen
De Cyclische Epen maken deel uit van de Oudgriekse epische traditie.
Meerdere bronnen vermelden het bestaan van losse heldendichten over de Trojaanse of de Thebaanse (Kadmos, Oedipus ...) sagen, over Theseus, Herakles en over de Argonauten.
Een apart genre was de “nostos”, waarin de avontuurlijke terugreis en thuiskomst van helden centraal stond (één beroemd voorbeeld: de Odyssee).
Stilistisch behoorden zij vrijwel zeker tot dezelfde mondelinge traditie als Homerus. Uitzonderlijk bleven slechts enkele fragmenten bewaard. Toen Homerus’ Ilias en Odyssee als samenhangende gedichten tot stand waren gekomen, verdrongen deze geleidelijk alle andere epencycli van het repertoire.